# Aartsbisdom Ljubljana

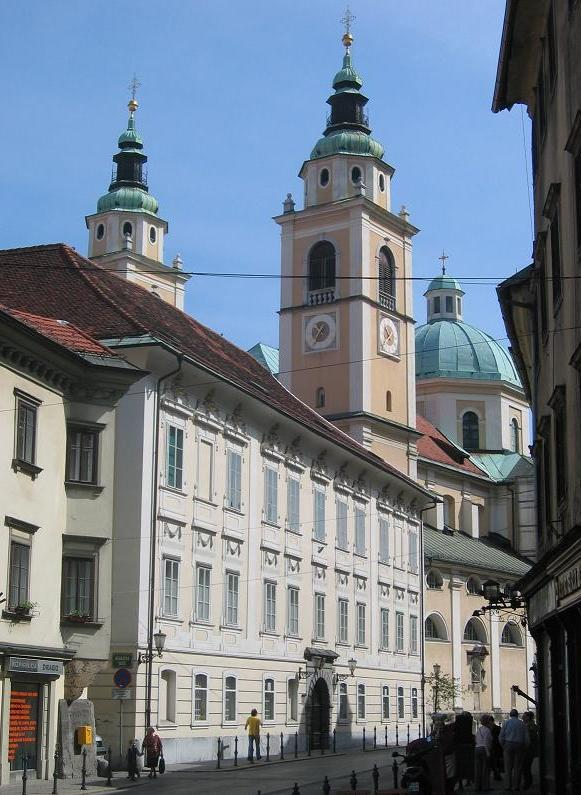
De Sint Nicolaas Kathedraal in Ljubljana

Het rooms-katholieke metropolitaanse aartsbisdom Ljubljana (Latijn: Archidioecesis Labacensis; Sloveens: Nadškofija Ljubljana) is een kerkelijk grondgebied of bisdom van de Rooms-Katholieke Kerk in Slovenië.

## Geschiedenis

### Bisdom Laibach van 1461 tot 1788
Het gebied van het bisdom maakte aanvankelijk deel uit van het patriarchaat Aquileja. Op 6 december 1461 werd door paus Eugenius IV een bisdom Laibach gecreëerd voor het tot Oostenrijk behorende hertogdom Krain. Omdat Oostenrijkse streefde naar bisdommen zonder buitenlandse jurisdictie werd het bisdom losgemaakt van Aquileja en direct onder de paus gesteld.

### Kerkprovincie Laibach van 1788 tot 1806
In 1788 werd het bisdom verheven tot aartsbisdom in plaats van het opgeheven aartsbisdom Görtz.
| bisdom                          | kerkprovincie voor 1788                           | verandering status                                                             |
| ------------------------------- | ------------------------------------------------- | ------------------------------------------------------------------------------ |
| aartsbisdom Laibach (Ljubljana) | direct onder paus (exemt)                         | 1807 direct onder paus (exemt)                                                 |
| bisdom Gradisca                 | 1788 gevormd uit bisdommen Görz, Triëst en Pedena | 1791 gesplitst in bisdommen Gradisca en Triëst; 1807 direct onder paus (exemt) |
| bisdom Senje-Modruš             | Kalocza                                           | 1806: aartsbisdom Kalocza                                                      |

### Bisdom Laibach/Ljubljana 1806-1961
In 1806 werd het aartsbisdom Laibach in rang verlaagd naar bisdom en weer direct onder de paus gesteld. In 1830 werd het aartsbisdom Görz hersteld en het bisdom Laibach werd opnieuw bij deze kerkprovincie suffragaanbisdom. In 1918 kwam de kerkprovincie Görtz in Italië en Joegoslavië te liggen. De naam van het bisdom werd nu Lubljana, die van het aartsbisdom Gorizia.

### Aartsbisdom Ljubljana na 1961
Het bisdom werd verheven tot aartsbisdom op 22 december 1961. In 1977 werd het bisdom Triëst-Koper gesplitst, waarna het bisdom Koper suffragaan werd van Ljubljana. In 2006 werd een nieuw suffragaanbisdom Novo mesto gevormd door afsplitsing van het aartsbisdom.

## Diverse zaken
Ljubljana is de primate zetel van Slovenië. De voormalige aartsbisschop, Franc Rode, C.M., werd gepromoveerd tot een curiaal officie (Congregatie voor de Instituten van Gewijd Leven en Gemeenschappen van Apostolisch Leven) en werd benoemd tot kardinaal.
De moederkerk van het aartsbisdom en dus de zetel van de aartsbisschop is de Sint-Nicolaaskathedraal in Ljubljana. Er zijn ook kleine basilieken in Brezje en Stična. De aartsbisschopszetel van Ljubljana is sinds 31 juli 2013 vacant. De vorige aartsbisschop en dus primaat van Slovenië, was Zijne Excellentie Anton Stres. hij werd door Paus Benedictus XVI op 28 november 2009 benoemd.
In 1952 stak een groep communisten hulpbisschop Anton Vovk in brand met petroleum, wat enkele ernstige brandwonden tot gevolg had.

## Lijst van bisschoppen van Ljubljana
- Sigmund Lamberg (1463 – 1488)
- Krištof Ravbar (1488 – 1536)
- Franc Kacijanar (1536 – 1543)
- Urban Textor (Tkalec) (1543 – 1558)
- Peter Seebach (1558 – 1568)
- Konrad Adam Glušič (1571 – 1578)
- Baltazar Radlič (1579)
- Janez Tavčar (1580 – 1597)
- Tomaž Hren (1597 – 1630)
- Rinaldo Scarlicchio (1630–1640)
- Otto Friedrich von Puchheim (1641 – 1664)
- Joseph Rabatta (1664 – 1683)
- Sigmund von Herberstein (1683 – 1701)
- Franz von Kuenburg (1701 – 1710)
- Franz Karl Kaunitz (1710 – 1717)
- Wilhelm von Leslie (1718 – 1727)
- Sigismund von Schrattenbach (1727 – 1742)
- Ernest Attems (1742 – 1757)
- Leopold Petazzi de Castel Nuovo (1760 – 1772)
- Karl Johann Herberstein (1772 – 1787)
- Michel Brigido (1787 – 1807)
- Anton Kavčič (1807 – 1814)
- Augustin Gruber (1815 – 1823)
- Anton Aloys Wolf (1824 – 1859)
- Jernej Vidmar (1860–1875)
- Janez Zlatoust Pogačar (1875 – 1884)
- Jakob Missia (1884 – 1898)
- Anton Bonaventura Jeglič (1898 – 1930)
- Gregorij Rožman (1930 – 1959)
- Anton Vovk (1959 – 1961)

## Lijst van aartsbisschoppen van Ljubljana
- Anton Vovk (1961 – 1963)
- Jože Pogačnik (1964 – 1980)
- Alojzij Šuštar (1980 – 1997)
- Franc Rode, C.M. (1997 – 2004)
- Alojz Uran (2004 – 2009)
- Anton Stres (2009 – 2013)
- sede vacante sinds 31 juli 2013